# اقابو
اقابو (به انگلیسی: Aghaboe) یک منطقهٔ مسکونی در ایرلند است که در County Laois واقع شده‌است.